# Artemizinin
Az artemizinin gyógyszert a Plasmodium falciparum kórokozó által okozott malária betegség kezelésére használják.
A vegyületet, amely egy szeszkviterpén lakton, az egynyári üröm (Artemisia annua) cserjéből vonják ki, amelyet már régóta használnak a hagyományos kínai orvoslásban.
Tu Ju-ju kínai gyógyszerész az artemizinin maláriaellenes hatóanyag 1972. évi felfedezéséért 2015-ben kapta meg az orvostudományi Nobel-díjat.
A molekula szintetikusan artemizinsavből állítható elő.

## Története
Az Artemisia növényt a kínai hagyományos gyógyítás több ezer éve használja számos betegség gyógyítására, például bőrbetegségekre és maláriára. A legkorábbi feljegyzés Kr. e. 200 körül írt „52 recept” című könyvben található, amelyet a Mawangdui Han dinasztia sírokban találtak. Maláriaellenes hatásáról az első feljegyzést a Zhouhou Beji Fang („Sürgősségi recept kézikönyv”) könyvben találjuk, amelyet a 4. század közepe táján szerkesztettek.

## Hatásmechanizmusa
Az artemizinin hatásmechanizmusa pontosan nem ismert, és jelenleg is vizsgálat alatt áll. Amikor a maláriát okozó parazita megfertőzi a vörösvérsejtet, a hemoglobinből hemet szabadít fel, amely egy vas-porfirin komplex. A vas redukálja az artemizinin peroxidkötését és egy magas vegyértékű  vas-oxo vegyületet hoz létre, amely egy reakciósorozatot indít be, és reaktív oxigénszármazékok jönnek létre, melyek megölik a parazitát.
Mára önmagában nem használják a malária kezelésére, mivel annak kórokozója időközben rezisztenciát alakított ki ellene. Ehelyett kombinált kezelést alkalmaznak, amelynek továbbra is fontos része az artemizinin.
Az artemizinin sikerrel kecsegtet a rák gyógyításában is, ugyanis rákbetegek testéből származó szöveteken végzett kísérletek során a kutatók azt az eredményt kapták, hogy az artemizinin, in vitro 1200-szor több rákos sejtet pusztít el, mint egészségeset.